# DDR-Justiz

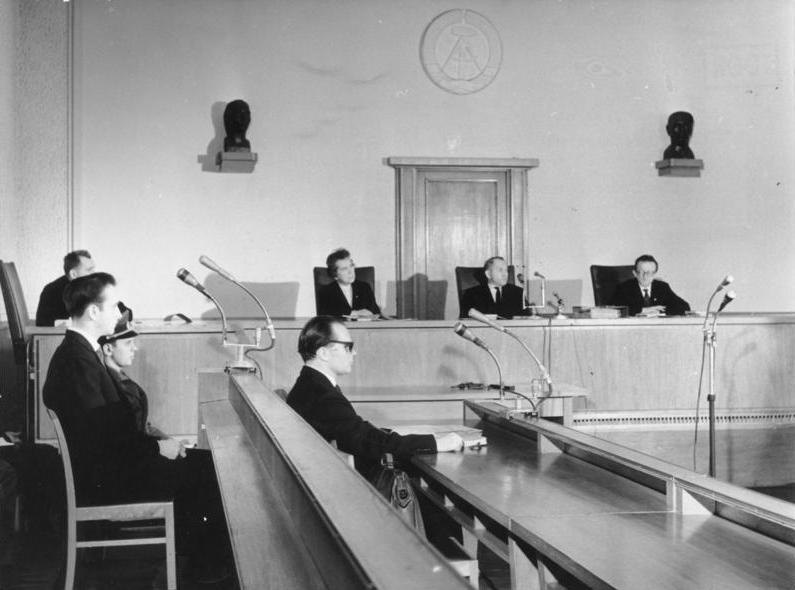
DDR-Schauprozess gegen den Fluchthelfer Harry Seidel, 1962

Die DDR-Justiz war die Justiz der Deutschen Demokratischen Republik und wurde im Geiste der marxistisch-leninistischen Rechtstheorie weniger als Kontrollorgan staatlichen und privaten Handelns, sondern vielmehr als Vollstreckungsorgan des Willens der herrschenden Sozialistischen Einheitspartei Deutschlands (SED) gesehen. Das Idealbild des DDR-Rechtes war eher das geregelte und friedliche Zusammenleben aller Bürger. Im Bereich der unpolitischen Streitentscheidungen entwickelte die DDR-Justiz dabei eine erhebliche Funktionstüchtigkeit und durch die große Bereitschaft der Richter, sich auch mit Einzelfällen zu befassen, sogar eine gewisse Bürgernähe in der Entscheidungsfindung. In politisch wichtigen Prozessen wurde allerdings weitgehend ein strikter Gehorsam gegenüber den Vorgaben der Partei geübt. Rechte von Oppositionellen wurden nicht nur in Strafverfahren erheblich beschnitten.
Bei besonders wichtigen Strafverfahren hatte die Staatsanwaltschaft ihre Urteilsanträge der SED zur Genehmigung vorzulegen. Die SED konnte auf verschiedenen Kanälen direkt oder indirekt in die Rechtsprechung eingreifen. In der späten DDR orientierten sich die Richter und Staatsanwälte aber meist an den Rechtsnormen und vor allem den Orientierungen zur Rechtsprechung. Diese wurden von einem geheimen Gremium, den Leiter- und Stellvertreterberatungen der obersten Justiz- und Ermittlungsorgane unter Beteiligung des ZK der SED vorgegeben. Jede Institution sorgte im Wesentlichen selbst dafür, dass diese Vorgaben eingehalten wurden. Die Steuerung der politischen Justiz verlief also indirekter als z. B. in den Waldheimer Prozessen von 1950, wo die SED Einzelurteile vorgegeben hatte. In Einzelfällen beriet jedoch der Minister für Staatssicherheit mit dem Generalsekretär der SED persönlich die Prozesslinie. Auch andere Interventionen z. B. bei den Skinheadprozessen sind bekannt. Nach der sozialistischen Staats- und Rechtstheorie (Lehrfach in der juristischen universitären Ausbildung der DDR) ist der Staat(sapparat), bestehend aus Verwaltung, Polizei, Justiz und Armee, ein Machtinstrument der jeweils herrschenden Klasse. Die in deren Sinne angepasste Gesetzgebung dient der Aufrechterhaltung der errungenen Macht. In konsequenter Durchsetzung dieser Lehre wurde die DDR-Justiz personell gestaltet und für deren Handeln entsprechende Normen (Gesetze und Verordnungen) geschaffen. Die Justizorgane der DDR waren Bestandteil der „Diktatur des Proletariats“. Diese sah sich durch die „sozialistische Demokratie“ legitimiert, deren wesentlicher Bestandteil das Wahl- und Eingabenrecht war. Nach der Zwangsvereinigung von KPD und SPD zur SED nahm diese Partei für sich in Anspruch, praktisch die alleinige Interessenvertreterin der „Werktätigen“ zu sein und beeinflusste sowohl die Gesetzgebung als auch die personelle Gestaltung der gesamten Justizorgane.

## Wahl von Richtern und Staatsanwälten
Die Justiz hatte nach Auffassung der SED eine besondere Rolle inne „zur Erziehung zur Staats- und Arbeitsdisziplin und damit zur Stärkung des Selbstbewusstseins unserer Bürger“. Deshalb wurde großer Wert auf die Auswahl „bewusster Genossen“ für die Justizlaufbahnen Richter und Staatsanwälte gelegt. Sie sollten zunächst in der Volkswirtschaft bei einer Berufsausbildung oder einem Vorpraktikum Lebenserfahrung sammeln und wurden dann an die wenigen Jura-Studienplätze der Universitäten delegiert.
Bei der Auswahl der Jura-Studenten, wie auch bei deren späterer Berufslenkung wirkten Justizministerium, SED und auch die Stasi entscheidend mit. Das Jurastudium gehörte zu den am stärksten reglementierten und politisch-ideologisch ausgerichteten Studiengängen in der DDR, so mussten Kurse wie Wissenschaftlicher Kommunismus / Grundlehren der Geschichte der Arbeiterbewegung oder Marxistisch-leninistische Ethik belegt werden.
In den Anfangsjahren der DDR wurden so genannte Volksrichter in mehrmonatigen Kursen ausgebildet, um die belasteten Vertreter der NS-Justiz schnell zu ersetzen. Seit 1959 war die Ernennung und Abberufung der Richter im Gesetz über die Verfassung der Gerichte der Deutschen Demokratischen Republik (Gerichtsverfassungsgesetz) geregelt. Die Richter mussten „nach ihrer Persönlichkeit und Tätigkeit die Gewähr dafür bieten, daß sie ihre Funktion gemäß den Grundsätzen der Verfassung und den Gesetzen ausüben, sich für den Sozialismus einsetzen und der Arbeiter-und-Bauern-Macht treu ergeben sind.“ Sie wurden jeweils für vier, später für fünf Jahre auf Vorschlag des Justizministers von der örtlichen Volksvertretung in öffentlicher Sitzung gewählt. Der Justizminister reichte im Einvernehmen mit den zuständigen Ausschüssen der Nationalen Front die Kandidatenvorschläge ein. Der Vorschlag für die Wahl der Richter der Senate und Kammern für Arbeitsrechtssachen der Bezirks- bzw. Kreisgerichte wurde dem Minister vom Freien Deutschen Gewerkschaftsbund unterbreitet.
Aufgrund dieser Praxis waren die Richterstellen nicht übermäßig begehrt. Da Richter zu einem hohen Prozentteil SED-Mitglieder waren, mussten sie nicht nur Recht sprechen, sondern auch „aktiv Parteibeschlüsse verwirklichen“ und die „Einheit und Reinheit der Partei“ schützen. Wer als Richter mit seiner Rechtsprechung unangenehm auffiel, schied zum nächsten Wahltermin aus dem Richteramt aus oder wurde (sehr selten) abberufen und durfte beispielsweise als einer der zahlreichen Justiziare in einem Betrieb oder einer Behörde arbeiten. In Ausnahmefällen wurde der nicht parteikonforme Richter sogar abgeurteilt, wie im Falle des Teterower Kreisrichters Uwe Gemballa, der anderthalb Jahre Haftstrafe wegen staatsgefährdender Hetze erhielt, da er in seinen Urteilen zu unabhängig war. Ebenso wurden Schöffen und Mitglieder der Konflikt- und Schiedskommissionen gewählt.

## Rechtsanwälte
Zum Ende der DDR gab es etwa 530 Rechtsanwälte, die seit 1953 meist in Kollegien auf Bezirksebene zusammengefasst waren. Laut Berufsrecht erfolgte die Zulassung zum Anwaltsberuf durch den Aufnahmebeschluss durch das Kollegium. In Wirklichkeit filterten Justizministerium, SED und Stasi die Bewerber vor. Einzelzulassungen waren sehr selten (etwa 20 republikweit!) und wurden meist für Rechtsanwälte vergeben, an denen SED und Stasi ein Interesse hatten. Rechtsanwalt war auch in der DDR ein privilegierter Beruf mit recht hohem Einkommen bei relativer Selbständigkeit. Von den Einnahmen mussten 40 % als Kostenpauschale an das Rechtsanwaltskollegium abgeführt werden (Haftpflichtfonds inklusive). Bis in die 1950/60er Jahre herrschte in der Justiz eine große Anwaltsfeindlichkeit, die Pflichtverteidiger hatten zumindest in politischen Strafverfahren keine echte Einwirkungsmöglichkeit. Seit Ende der 1950er Jahre galt das Leitbild vom „sozialistischen Anwalt“. In der Ära Honecker stieg der Anteil der SED-Mitglieder auf deutlich über 50 %. Ein Teil der Anwälte unterhielt eine Beziehung zur Staatssicherheit als inoffizieller Mitarbeiter oder auf andere Weise. In den Bezirken waren es in den 1970er und 1980er Jahren 16,9 Prozent und in Ost-Berlin 34,8 Prozent. Partei und MfS setzten für heikle Missionen „Vertrauensanwälte“ ein. Die seit 1953 bestehende Verordnung ersetzte 1980 das Kollegiengesetz.
Von 1988 bis 1989 war Gregor Gysi Vorsitzender des Kollegiums der Rechtsanwälte in Ost-Berlin und gleichzeitig Vorsitzender des Rates der Vorsitzenden der 15 Kollegien der Rechtsanwälte in der DDR. Sein Stellvertreter war Rechtsanwalt Hans-Dieter Ramstetter, Vorsitzender des Kollegiums der Rechtsanwälte des Bezirks Leipzig.
Eine Sonderstellung hatte der DDR-Bevollmächtigte für humanitäre Fragen, Rechtsanwalt Wolfgang Vogel, mit Anwaltszulassung in Ost- und Westberlin, der auch Honorare von der Bundesrepublik (in DM) bekam. Eine Sonderrolle spielte auch der Strafverteidiger und Publizist Friedrich Karl Kaul, der als Rechtsanwalt zur Verteidigung von Linken scharfzüngig vor bundesdeutschen Strafgerichten auftrat. Er war zudem Leiter der Rechtsratgebersendung Fragen Sie Professor Kaul beim Fernsehen der DDR.
Ein zu DDR-Zeiten bekannter Rechtsanwalt in Berlin war Friedrich Wolff. Er war Pflichtverteidiger in vielen politischen Prozessen in der DDR, so bei den Schauprozessen in Abwesenheit gegen Politiker der Bundesrepublik mit NS-Vergangenheit vor dem Obersten Gericht der DDR: gegen Theodor Oberländer (1960) und Hans Globke (1963). Er verteidigte nach 1990 u. a. Erich Honecker (Staats- und Parteichef der DDR), Hans Modrow (letzter SED-Ministerpräsident der DDR) und Werner Großmann (letzter Chef des Auslandsgeheimdienstes Hauptverwaltung A). Friedrich Wolff war auch Nachfolger Kauls mit der Fernsehsendung „Alles was Recht ist“.
Während der Wende und friedlichen Revolution 1989/1990 engagierten sich einige prominente Rechtsanwälte in den politischen Parteien und Organisationen und am Runden Tisch. Gegen einzelne wurden Stasi-Vorwürfe laut: Gregor Gysi (SED/PDS), Lothar de Maizière (CDU), Wolfgang Schnur (Demokratischer Aufbruch), Rolf Henrich (Neues Forum) und Peter-Michael Diestel (DSU, CDU, damals Betriebsjustiziar bei Leipzig).

## MfS als Strafverfolgungsbehörde
Das Ministerium für Staatssicherheit (MfS, Stasi) war in der DDR, neben Polizei und Zoll, laut Strafprozessordnung von 1968 ein eigenes Untersuchungsorgan, also eine Strafverfolgungsbehörde. Die Hauptabteilung (HA) IX (Zentrale Ermittlungsabteilung), zuständig unter anderem für Ermittlungsverfahren in allen Fällen mit politischer Bedeutung (z. B. Hauptabteilung IX/11 (Aufklärung und Verfolgung von Nazi- und Kriegsverbrechen)) in der Berliner Zentrale des Ministeriums und die fachlich nachgeordneten Abteilungen IX in den MfS-Bezirksverwaltungen besaßen die entsprechenden polizeilichen Befugnisse. Außerdem unterhielt das MfS in Berlin sowie bei jeder Bezirksverwaltung in Gestalt seiner Abteilungen XIV eigene U-Haftanstalten. In der Haftanstalt Bautzen II verfügte das MfS über Offiziere im besonderen Einsatz in Schlüsselstellungen und damit über besondere Eingriffs- und Kontrollmöglichkeiten gegenüber den politischen Gefangenen. Die besondere Stellung des MfS in Bautzen II brachte diesem Gefängnis die Bezeichnung „Stasi-Knast“ ein. Bautzen II unterstand aber administrativ – wie alle Strafvollzugsanstalten der DDR – dem Ministerium des Innern. Das Personal bestand überwiegend aus Angehörigen der Deutschen Volkspolizei.

## Amnestien
Anlässlich von Republikjahrestagen wurden wiederholt Amnestien für geringfügige Straftäter gewährt, dies geschah 1972, 1979 und 1987.

## Gesellschaftliche Gerichte (Konfliktkommissionen und Schiedskommissionen)
„Gesellschaftliche Gerichte“ waren in der DDR mit Laienrichtern besetzte Gerichte der „sozialistischen Rechtspflege“.
Die beiden Formen der gesellschaftlichen Gerichte waren die
- Konfliktkommission und die
- Schiedskommissionen der Gemeinden.

Die Verfassung der Deutschen Demokratischen Republik von 1968 regelte dann in Artikel 92:

„Die Rechtsprechung wird in der Deutschen Demokratischen Republik durch das Oberste Gericht, die Bezirksgerichte, die Kreisgerichte und die gesellschaftlichen Gerichte im Rahmen der ihnen durch Gesetz übertragenen Aufgaben ausgeübt.“

## Verwaltungsgerichtsbarkeit
In der Nachkriegszeit wurde die Verwaltungsgerichtsbarkeit in Thüringen, Brandenburg und Mecklenburg wieder errichtet, sie fiel jedoch (obwohl noch in Art. 138 der DDR-Verfassung von 1949 vorgesehen) bald der Verwaltungsreform von 1952 zum Opfer. Infolge der Babelsberger Konferenz wurde auf eine gerichtliche Kontrolle des Verwaltungshandelns vollständig verzichtet. Stattdessen wurde für Anliegen der Bürger das Eingabewesen ausgebaut. 1971 wurde die Möglichkeit der verwaltungsinternen Rechtsmittelbeschwerde geschaffen (rechtstechnisch vergleichbar dem bundesdeutschen Widerspruchsverfahren, allerdings nach dem Enumerationsprinzip). Neue Ansätze einer sozialistischen Verwaltungsgerichtsbarkeit traten erst im Juli 1989 in Kraft und wurden nicht mehr praxiswirksam.
Im Bereich der Sozialversicherung gab es Beschwerdekommissionen des FDGB bzw. bei der Staatlichen Versicherung. Außerdem existierte eine kirchliche Verwaltungsgerichtsbarkeit; der Rechtsweg zu den staatlichen Gerichten war den seelsorgerlich tätigen kirchlichen Bediensteten verwehrt.

## Zivilrecht
In der DDR wurde im für den persönlichen Bereich der Bürger geltenden Recht zwischen Zivilrecht (Zivilgesetzbuch einschließlich Erbrecht), Familienrecht (Familiengesetzbuch) und Arbeitsrecht (Arbeitsgesetzbuch) unterschieden. Das sozialistische Wirtschaftsrecht (Vertragsgesetz) bildete einen eigenen Bereich mit eigener Gerichtsbarkeit (Staatliches Vertragsgericht).
Im Sachenrecht der DDR nach dem Zivilgesetzbuch (ZGB) war die Trennung zwischen dem privat errichteten Gebäude und dem Grundstück (Volkseigentum) möglich, was nach der Wende 1989 bzw. der Wiedervereinigung zu rechtlichen Problemen mit den Alteigentümern führte. Meist konnten aber die Gebäudebesitzer das Grundstück preiswert dazu kaufen (so genanntes Modrow-Gesetz vom 7. März 1990). Da es keinen nennenswerten Grundstücks- oder Wohnungsmarkt gab (nur Zuweisung oder Tausch), spielten Grundbuch- und Immobilienrecht kaum eine Rolle. Generell waren die Vermögensstreitigkeiten nicht so bedeutend wie heute, da die materiellen Unterschiede zwischen den Menschen nicht so groß waren. Ehescheidungen waren einfach (ohne lange Unterhaltsverpflichtungen gegenüber dem Ex-Ehepartner) und billig möglich, daher hatte die DDR auch eine der höchsten Scheidungsraten weltweit, aber auch eine der höchsten Heirats- und Wiederheiratsraten.

## Rechtsstaatlichkeit

### Rechtsanwendung
Eine unabhängige Justiz mit neutralen Richtern als Teil eines bürgerlich-demokratischen Systems der Gewaltenteilung gab es in der DDR nicht. Viele Richter waren zugleich Abgeordnete in der Legislative. Das Oberste Gericht galt als Parlamentsorgan der Volkskammer. Andererseits bestand gegenüber Gesetzen der Volkskammer kein richterliches Prüfungsrecht. Die Gewaltenteilung war auch nicht beabsichtigt, da es dem sozialistischen Staatsverständnis vom „demokratischen Zentralismus“ völlig widersprach. Vielmehr war die Justiz nur eines der Machtmittel der SED zum Aufbau des Sozialismus in der DDR.
Im Bereich des politisch motivierten Strafrechts herrschte Willkür, insbesondere in den Jahren des Kalten Krieges. Die Bestrafung wegen „Kriegs- und Boykotthetze“ wurde 1950 unmittelbar auf die DDR-Verfassung gestützt, obwohl es dort keine konkrete Strafdrohung gab. Neue Tatbestände brachte das Strafrechtsergänzungsgesetz von 1957. Typische Staatsdelikte mit großen Interpretationsspielräumen (umgangssprachlich „Gummiparagraph“) durch Richter und Staatsanwälte waren z. B. „Sabotage“, „staatsfeindlicher Menschenhandel“ bzw. „staatsfeindliche Hetze“ (§§ 104, 105, 106 DDR-StGB), „Gefährdung der öffentlichen Ordnung durch asoziales Verhalten“ (§ 249 DDR-StGB), „Rowdytum“ oder „ungesetzliche Verbindungsaufnahme“ (§§ 215, 219 DDR-StGB).
Das Recht auf den gesetzlichen Richter war durch Polizei und Stasi manipulierbar durch den besonderen Gerichtsstand des Ortes der Untersuchungshaft. Höhere Gerichte hatten das Recht, jede Strafsache an sich zu ziehen, und öffentliche Geschäftsverteilungspläne waren an den Gerichten unbekannt.
Im Bereich des Zivilrechts, beispielsweise im Familien- und Scheidungsrecht, herrschte hingegen eine weitgehend vorhersehbare Justiz. Die außergerichtlichen betrieblichen Konflikt- und gesellschaftlichen Schiedskommissionen zur Regelung einfacher Rechtsstreitigkeiten hatten durchaus wegweisenden Charakter. Die ehrenamtlichen Richter hatten eine gleichberechtigte Stellung zu den Berufsrichtern.
Hinsichtlich der Aufhebung der Strafbarkeit von Schwangerschaftsabbrüchen (§ 218 StGB der Bundesrepublik Deutschland) oder der Strafbarkeit der Homosexualität (§ 175 StGB) war die DDR-Gesetzgebung im Vergleich eher liberal. Erst 1987 jedoch wurde die Todesstrafe in der DDR abgeschafft, war allerdings seit 1981 (Werner Teske) nicht mehr vollstreckt worden. Hingegen hatte das formalisierte Eingabewesen mit seinen nicht öffentlich nachprüfbaren Einzelentscheidungen eher Willkürcharakter. In der Rechtswissenschaft war ein Meinungsstreit mit einer Vielfalt von Kommentarliteratur weitgehend unbekannt, die Gesetzestexte waren kurz und auch für Laien gut verständlich. Es gab jeweils ein Lehrbuch und einen Kommentar zum Gesetzestext, herausgegeben vom Justizministerium, und dies musste zur Ausbildung reichen. Aktuelle Debatten wurden ansatzweise in der offiziösen Monatsschrift Neue Justiz geführt.
Unter anderem vor dem Hintergrund von mangelnder Rechtsstaatlichkeit und Willkürherrschaft wird die DDR des Öfteren als Unrechtsstaat bezeichnet. Diese Zuschreibung wird jedoch auch kritisiert, da sie als politisch motiviert gilt und der Begriff lange Zeit vor allem für Deutschland unter der Herrschaft des Nationalsozialismus verwendet wurde.
Gegenbegriff in der Terminologie der DDR zur als „Rechtsformalismus“ abgelehnten Rechtsstaatlichkeit war die „sozialistische Gesetzlichkeit“ (bis 1958 synonym „demokratische Gesetzlichkeit“), die zugleich durch Parteilichkeit gekennzeichnet war.

### Justizsteuerung
Bei ihrer Gründung 1949 stand die DDR vor einem ähnlichen Problem wie die Nationalsozialisten nach der Machtergreifung 1933: Das bis dahin geltende Recht bestand formell fort, sollte aber den völlig gewandelten politischen Vorgaben angepasst werden. In beiden Systemen erfüllte die Justiz die in sie gesetzten Erwartungen, jedoch mit dem Unterschied, dass die NS-Herrschaft im Jahr 1945 nach gut zwölf Jahren, davon fast 6 Jahre kriegführend, endete, während die DDR rund 40 Jahre bestand und damit ungleich mehr Zeit hatte, ihre ideologischen Vorstellungen von einer sozialistischen Rechtspflege umzusetzen.
Im Rahmen der dialektisch verstandenen „sozialistischen Gesetzlichkeit“ war generell bei überkommenen Gesetzen nicht der Gesetzeswortlaut entsprechend einer grammatischen Auslegung bindend, sondern der politische Inhalt, wie er durch den Staat interpretiert wurde. Da sich dieser oft nicht einfach durch eine möglichst tiefe Immersion in sozialistische Theorie ergab, unterlagen die Richter bei Taten mit politischer Relevanz meist direkten politischen Vorgaben.
Im Einzelnen bediente man sich eines sehr ähnlichen Instrumentariums wie im sog. Dritten Reich mit den Richterbriefen.
Schon 1946 begannen in der SBZ die ersten Volksrichterlehrgänge, die juristisch kaum geschulte Richter produzierten, die weit mehr nach „Klassenstandpunkt“ entschieden als nach juristischer Dogmatik.
Allgemein war an den Hochschulen der DDR die „Erziehung zur sozialistischen Persönlichkeit“ ebenso wichtige Aufgabe wie die Befähigung zu einem bestimmten Beruf. Die sozialistische Ideologie sollte den gesamten Erziehungs- und Ausbildungsprozess durchdringen.
Damit standen Richter bereit, die nicht in den traditionellen Techniken erzogen worden waren, sondern ihre Aufgabe offen als politisch empfanden.
Um diese bereits politisierten Juristen zu kontrollieren, wurde in der DDR eine Intensität staatlicher Justizsteuerung herausgebildet, wie sie sich in keiner anderen Justizepoche des 20. Jahrhunderts findet. Dies begann mit der Auswahl der Studenten in der Schule und setzte sich in einer intensiven Politisierung der Juristenausbildung fort. Durch die Doppelstellung als Richter und Mitglied in den Parteiorganisationen blieb der Richter in ein doppeltes Sanktionssystem eingebunden. Im Gericht übernahm der Gerichtsdirektor die Mittlerstellung zu den politischen Instanzen. Zusätzlich zu seinen Urteilen steuerte er die Verfahren auch durch die Geschäftsverteilung, wöchentliche Rapporte und Einzelgespräche. Das Oberste Gericht beeinflusste die Untergerichte nicht nur durch veröffentlichte Entscheidungen. Es konnte Urteile kassieren und anders entscheiden. Es kontrollierte die Untergerichte über „Wochenmeldungen“, Aktenanforderungen, Inspektionen, Tagungen und Aussprachen. Justizministerium und Generalstaatsanwaltschaft erließen gemeinsame Rundverfügungen, in denen sie im Einzelfall eine „exemplarische Bestrafung“ verlangten. Die Mitwirkung der Staatsanwaltschaft als „Hüterin der sozialistischen Gesetzlichkeit“ im Zivilprozess sorgte für eine politische Kontrolle in der Verhandlung.
Gegen politisch missliebige Personen reichte die Einflussnahme auf die Justiz bis hin zu einer Abstimmung mit dem MfS und der Staatsführung der DDR.
Die an der geheimgehaltenen Hochschule des Ministeriums für Staatssicherheit in Potsdam-Eiche und vergleichbaren Einrichtungen erworbenen Abschlüsse berechtigen daher nicht zu einer Tätigkeit als Richter, Staatsanwalt oder Rechtsanwalt in der Bundesrepublik Deutschland.
Nach der Wiedervereinigung, durch die die bundesdeutsche Rechtsordnung im Beitrittsgebiet übernommen worden war (Art. 8 des Einigungsvertrags), wurde die Juristenausbildung in den neuen Ländern grundlegend neu strukturiert und an die Traditionen der freiheitlich-demokratischen Grundordnung angepasst.

## Phase sozialistischer Selbstjustiz um 1960
Um die Zeit des Mauerbaus führte das Zentralkomitee der SED eine Art „sozialistisches Faustrecht“ ein, eine außergerichtliche Selbstjustiz, um politisch ungelegene Aktionen im Keim zu ersticken. Die rechtliche Basis dafür waren eine Erklärung vom 4. Oktober 1960 sowie der daraus folgende Rechtspflegebeschluss vom 30. Januar 1961. Demnach müsse die sozialistische Gesellschaft und damit auch der einzelne Bürger gegen Straftaten aktiver vorgehen als bisher.
Als beispielhafter Vorläufer für diese Praxis gilt das Urteil des Kreisgerichts Potsdam-Stadt vom 15. Januar 1959, auch „Kofferradio-Urteil“ genannt. Ein Mann hatte auf seinem tragbaren Radioempfänger auf der Straße den „Westsender“ RIAS gehört, als ihn ein Passant aufforderte, auf einen DDR-Sender umzuschalten. Weil der Radiobesitzer dem Wunsch nicht nachkam, zerstörte der Passant das Gerät. Das Kreisgericht lehnte die Klage auf Schadensersatz ab, mit der Begründung:

„Gemäß § 228 BGB handelt derjenige nicht widerrechtlich, der eine fremde Sache beschädigt oder zerstört, um damit eine durch die fremde Sache hervorgerufene drohende Gefahr von sich oder einem anderen abzuwenden. Nachweislich hat der Kläger das Kofferradio so laut spielen lassen, daß auch andere Passanten den Hetzkommentar des RIAS hören konnten. Er hat sich damit einer Verbreitung von Hetze gegen unseren Staat zuschulden kommen lassen.“

Das Urteil erschien in der führenden DDR-Juristenzeitung Neue Justiz und galt damit als Vorbild für Urteile in den Folgejahren (siehe auch „Aktion Ochsenkopf“). Um die Zeit des Mauerbaus herum machte sich auch die DDR-Presse für die Selbstjustiz stark. So titelte die Leipziger Volkszeitung am 16. Juni 1961: „Mit Provokateuren wird abgerechnet.“ Untertitel: „Bitte schön, kommt hervor, wenn ihr tanzen wollt.“ Der Artikel lobt die Mitarbeiter des Betriebs Eisenbau, die einen Mann krankenhausreif geschlagen hatten, weil er mit einem Bier auf die dem DDR-Regime verhassten West-Politiker Ernst Lemmer und Willy Brandt anstoßen wollte.
Am 13. August 1961 erteilte Horst Schumann einen „Kampfbefehl“, der die Selbstjustiz auf die Spitze trieb:

„Mit Provokateuren wird nicht diskutiert. Sie werden erst verdroschen und dann staatlichen Organen übergeben. [...] Jeder, der auch nur im geringsten abfällige Äußerungen über die Sowjetarmee, über den besten Freund des deutschen Volkes, den Genossen N. S. Chruschtschow, oder über den Vorsitzenden des Staatsrates Genossen Walter Ulbricht von sich gibt, muß in jedem Falle auf der Stelle den entsprechenden Denkzettel erhalten.“

Schumann war 1. Sekretär des Zentralrats der FDJ und Mitglied des Komitees der Antifaschistischen Widerstandskämpfer.

## Organisation und führende Juristen

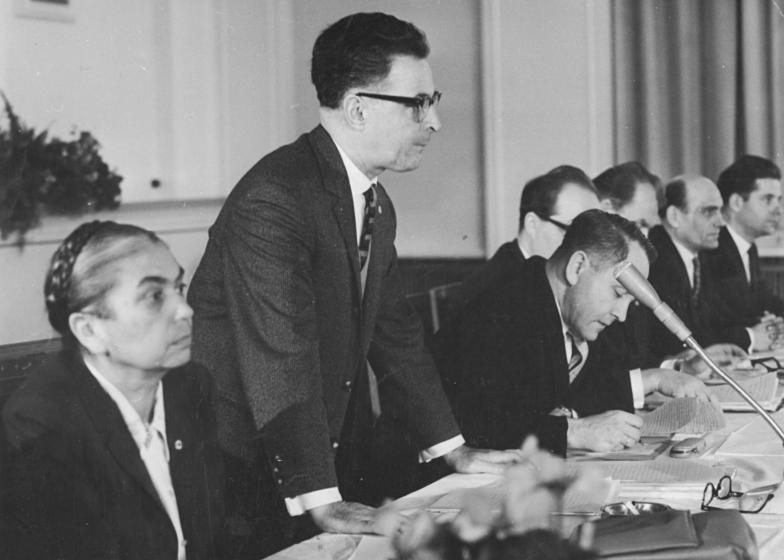
V. l. n. r.: Hilde Benjamin, Justizministerin, Generalstaatsanwalt Josef Streit und Heinrich Toeplitz, Präsident des Obersten Gerichts, Pressekonferenz 1962.

### Justizministerium
(Vorläufer: Deutsche Zentralverwaltung der Justiz)
- Minister:  Max Fechner (1949–1953), Hilde Benjamin (1953–67, SED), Kurt Wünsche (1967–1972 und 1990, LDPD), Hans-Joachim Heusinger (1972–1990, LDPD),
- Staatssekretär: Herbert Kern (ab 1973, SED), zuständig für Kaderfragen und Gerichte
- Stellv. Minister: Stephan Supranowitz (1972–82, SED), zuständig für Gesetzgebung und Wirtschaftsrat
- Stellv. Minister: Hans Breitbarth (NDPD), zuständig für Organisation und Verwaltung
- Stellv. Minister: Generalmajor Günter Kalwert (1988–1990, SED), Leiter der Hauptabteilung Militärgerichte (ab 1962)
- Stellv. Minister: Hans Ranke Staatssekretär 1965 bis 31. Dezember 1989

### Gerichte

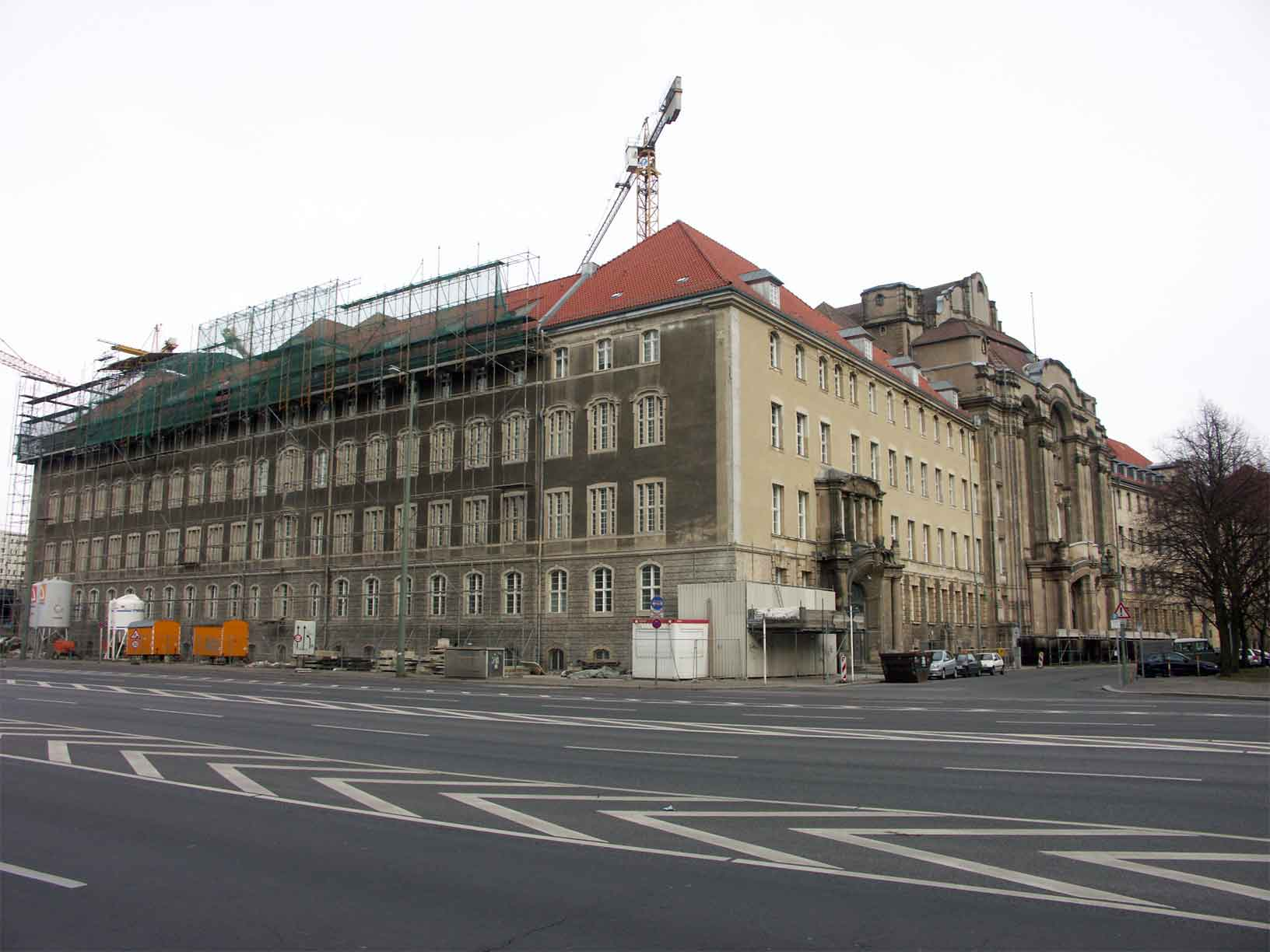
Gebäude des Obersten Gerichts der DDR, Berlin-Mitte

- Oberstes Gericht der DDR in Berlin
  - Anleitung der unteren Gerichtsinstanzen mit Richtlinien (mit Gesetzeskraft), internen Berichten, Thesen, Orientierungen und Standpunkten zur einheitlichen Rechtsanwendung in der Justiz, dies wurde den Richtern durch die Direktoren der Kreis- bzw. Bezirksgerichte in wöchentlichen Sitzungen vermittelt;
  - jeder Senat wurden jeweils von einem Oberrichter geleitet
  - Präsidenten:  Kurt Schumann (1949–60, NDPD), Heinrich Toeplitz (1960–86, CDU), Günter Sarge (1986–1989, SED)
  - Vizepräsidenten: Hilde Benjamin (1949–1953); Vizepräsident und Vorsitzender des Kollegiums für Strafrecht: Walter Ziegler, (neu: 1. Vizepräsident) Günter Sarge (1977–1986)
  - Vorsitzender des Kollegiums für Zivil-, Familien- und Arbeitsrecht: Werner Strasberg
- Bezirksgerichte in allen 15 Bezirksstädten inklusive Berlin
- Kreisgerichte bzw. Stadtbezirksgerichte (hier waren auch die wenigen Gerichtsvollzieher angesiedelt)
- Gesellschaftliche Gerichte: Konflikt- und Schiedskommissionen mit ehrenamtlichen Schiedsleuten

### Staatsanwaltschaften
- Generalstaatsanwalt der Deutschen Demokratischen Republik
  - Dienstsitz des Generalstaatsanwaltes war in der Hermann-Matern-Straße (heute Luisenstraße), Berlin-Mitte.
  - Die Staatsanwaltschaft war eigenständig, d. h. nicht an die jeweiligen Gerichte angebunden, und zentralistisch organisiert. Der von der Volkskammer gewählte Generalstaatsanwalt war den von ihm berufenen Bezirksstaatsanwälten, diese den von ihnen berufenen Kreisstaatsanwälten weisungsberechtigt. Die Organisationsstruktur folgte nach der Auflösung der Länder der bezirklichen und kreislichen Gliederung der DDR. Die Berufung der Bezirks- und Kreisstaatsanwälte erfolgte nach Zustimmung der 1. Sekretäre (Leiter) der Bezirks- bzw. Kreisleitungen der SED.
  - Zudem gab es für den Bereich der NVA Militärstaatsanwälte. Sie hatten Offiziersränge und waren den Divisionsstäben zugeordnet. Vorgesetzt war der Militäroberstaatsanwalt. Dieser unterstand dem Generalstaatsanwalt.
  - Der Generalstaatsanwalt und die Bezirksstaatsanwälte hatten jeweils sachlich zuständige Abteilungen mit mehreren Staatsanwälten. Auf Kreisebene erfolgte dann lediglich eine auf einzelne Staatsanwälte zugeordnete sachliche Spezialisierung.
  - Die Aufgaben des Staatsanwalts bestanden nicht nur in der Strafverfolgung, sondern auch in der Allgemeinen Gesetzlichkeitsaufsicht (jeweils eigene Abteilung auf DDR- und Bezirksebene). Im Rahmen der Allgemeinen Gesetzlichkeitsaufsicht wurden bei den Kreisstaatsanwälten auch die Beschlüsse der betrieblichen Konfliktkommissionen einer fachlichen Kontrolle unterzogen, um eine einheitliche Rechtsanwendung zu gewährleisten und gegebenenfalls betriebliche Probleme als Grundlage für notwendige Maßnahmen der Allgemeinen Gesetzlichkeitsaufsicht zu erkennen. Gegen Beschlüsse der Konfliktkommissionen konnte Einspruch zum Kreisgericht eingelegt werden. Auf Gesetzesverstöße konnte mit Hinweisen an die betrieblichen Leiter (Mängelbeseitigung mit Fristsetzung und Informationspflicht über Realisierung) reagiert werden.
  - Generalstaatsanwälte:  Ernst Melsheimer (1949–1960, SED), Josef Streit (1962–1986), Günter Wendland (1986–1989), Harri Harrland (1989/1990), Hans-Jürgen Joseph (1–6/1990), Günther Seidel (7–10/1990)
  - Stellvertretende Generalstaatsanwälte: Günter Wendland (1964–1986), Karl-Heinz Borchert, ab 1990 u. a. Peter Przybylski (langjähriger Pressesprecher / Staatsanwalt für Öffentlichkeitsarbeit u. a. in DFF-Fernsehsendung Der Staatsanwalt hat das Wort); Lothar Reuter, Hans Bauer, Hildegard Damerius u. a.
- Bezirksstaatsanwalt (Staatsanwalt des Bezirkes …), in Berlin: Generalstaatsanwalt von (Groß-)Berlin
- Kreisstaatsanwalt (Staatsanwalt des Kreises …), in größeren Städten mit Bezirkseinteilungen (z. B. Berlin, Halle, Leipzig): Stadtbezirksstaatsanwalt

### Militärjustiz
- Militärkollegium beim Obersten Gericht der DDR
  - Vorsitzender des Kollegiums:  Günter Sarge (1963–1977), Lothar Penndorf (1977–1989) zuständig für MdI, MfNV und MfS, ab 1971 zwei Senate
- Militärobergerichte in Berlin, Leipzig, Neubrandenburg
- Militärgerichte in Berlin, Cottbus, Magdeburg/Stendal; Dresden, Erfurt, Halle; Neubrandenburg, Potsdam, Rostock, Schwerin
- Militärstaatsanwaltschaften, seit 1956

### Staatliches Notariat
- seit 1952 jeweils an den Bezirksgerichten und wenige Einzelnotare

### Wichtigste Strafanstalten unter Verwaltung des MdI

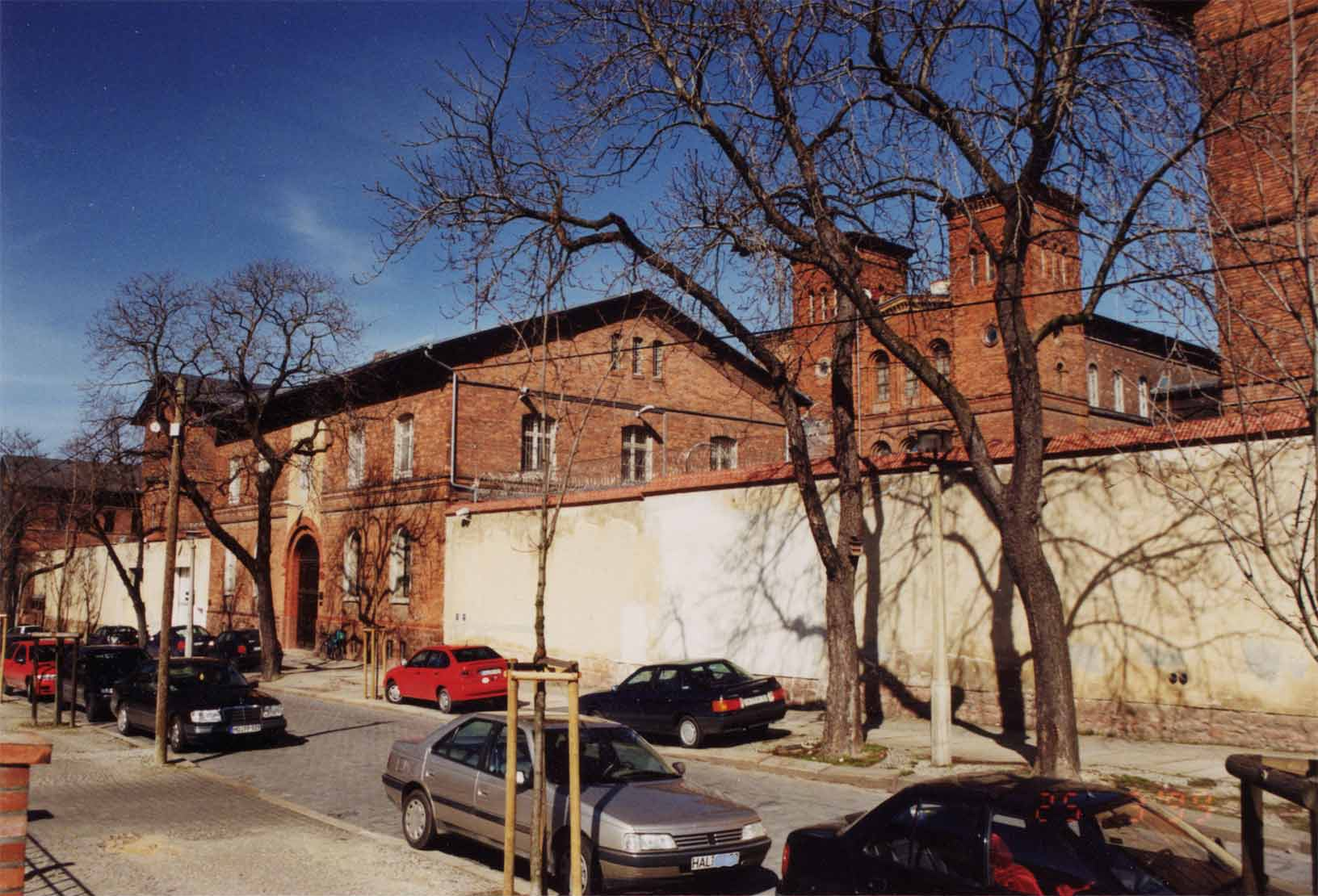
Strafvollzugsanstalt „Roter Ochse“ Halle (Saale)

Die in der DDR verwendeten Bezeichnungen Zuchthaus (Verwirklichung von Freiheitsstrafen über 2 Jahren – wegen Verbrechensverurteilungen) und Gefängnis (Verwirklichung von Freiheitsstrafen unter 2 Jahren – wegen Vergehensverurteilungen) entfielen mit der Einführung des StGB von 1968. Fortan wurden die Einrichtungen zum Vollzug der Freiheitsstrafen für Männer als Strafvollzugseinrichtungen (StVE) und für Frauen als Strafvollzugsabteilungen (StVA) bezeichnet.
- Zuchthaus Bautzen I und Bautzen II (politische Gefangene)
- Zuchthaus Cottbus (Höchststrafe ab 60er Jahre kaum über 5 Jahre; Einweisung erfolgte durch MfS; daher überwiegend politische Gefangene, bedeutendstes, obwohl erst seit kurzem beachtetes Devisenbringer-Gefängnis)
- Zuchthaus Stollberg-Hoheneck (nur Frauen)
- Zuchthaus Brandenburg-Görden
- Fort Zinna, Torgau
- Zuchthaus Waldheim
- Haftanstalt Naumburg (Saale) für überwiegend politische Gefangene, sog. erleichterter Vollzug (bis 2 Jahre);
- Haftanstalt „Roter Ochse“ Halle u. a. Untersuchungsgefängnis der Stasi
- Militärstrafanstalt Schwedt (Oder);

In allen Bezirken unterhielten das MdI und das MfS eigene Untersuchungshaftanstalten, die zentrale Untersuchungshaftanstalt des MfS befand sich in Berlin-Hohenschönhausen.

### Staatliches Vertragsgericht
beim Ministerrat der DDR
- nur für Streitigkeiten zwischen Betrieben, kein Rechtsprechungsorgan der Justiz, weisungsgebunden, konnte Sanktionen bis 500.000 Mark der DDR verhängen; führte auch das Register der volkseigenen Wirtschaft:
- Vorsitzende:  Max Hermann Masius (1951–1955; 1957 in die Bundesrepublik geflohen), Kurt Schilske (1955–1957),[34] Osmar Spitzner (1958–1967), Gerhard Walter (1967–1974),[35][36] Manfred Flegel (1974–1989)[37]
- Zentrales Vertragsgericht Berlin
- Bezirksvertragsgerichte

### Amt für den Rechtsschutz des Vermögens der DDR (AfR)
beim Ministerrat. Es wurde von 1964 bis 1982 von Hermann Kleyer (1911–1995) geleitet.

## Weitere maßgebliche Personen
- Vorsitzende der Gesetzgebungskommission beim Staatsrat der DDR: Hilde Benjamin (1963–1989)
- Arbeitsgruppe Staats- und Wirtschaftsrecht beim Ministerrat der DDR: Staatssekretär Stephan Supranowitz (1970–1972)
- Vorsitzender des Verfassungs- und Rechtsausschusses der Volkskammer: Wolfgang Weichelt (1967–1990)
- Abteilungsleiter Staats- und Rechtsfragen im ZK der SED: Klaus Sorgenicht (1954–1989) (auch Mitglied des Staatsrates)
- Vorsitzender des Rates der Vorsitzenden der Kollegien der Rechtsanwälte: Friedrich Wolff (zugleich Vorsitzender des Berliner Kollegiums 1954–1970, 1984–1988, 1990); Gregor Gysi (1988–1989)

## Verfahrensstatistik
| Rechtspflegeorgane          | Rechtspflegeorgane          | Rechtsgebiet                    | 1970     | 1985   |
| --------------------------- | --------------------------- | ------------------------------- | -------- | ------ |
| Rechtsprechung              | Kreis-, Bezirksgerichte     | Strafsachen (nach Verurteilten) | 63.214 a | 59.574 |
| Rechtsprechung              | Kreis-, Bezirksgerichte     | Zivilsachen                     | 30.606   | 55.280 |
| Rechtsprechung              | Kreis-, Bezirksgerichte     | Familienrechtssachen            | 65.507   | 88.356 |
| Rechtsprechung              | Kreis-, Bezirksgerichte     | Arbeitsrechtssachen             | 6.058    | 14.311 |
| Rechtsprechung              | Gesellschaftliche Gerichte  | Straf-, Arbeits-, Zivilsachen   | 65.905   | 93.330 |
| Rechtsprechung              | Militärgerichte             | Militärstrafsachen              | 1.571    | 760    |
| Staatliches Vertragsgericht | Staatliches Vertragsgericht | Wirtschaftsschiedsverfahren     | 30.565   | ?      |
| Beschwerdekommissionen      | Beschwerdekommissionen      | Sozialversicherungssachen       | 8.130 b  | 5.893  |

## Bedeutende Gesetze
- Verfassungen der DDR, 1949, 1968 (mit Volksaussprache und Volksentscheid), Änderungen 1974
- Arbeitsgesetzbuch 1950
- Gerichtsverfassungsgesetz 1952, Einführung der dreistufigen Gerichtsorganisation
- Eingabenverordnung 1953
- LPG-Gesetz 1959
- Familiengesetzbuch (FGB) 1966 (ersetzte den Familienrechtsteil im BGB)
- DDR-Staatsbürgerschaftsgesetz 1967
- Strafgesetzbuch und Strafprozeßordnung 1968 (Änderungen 1974, 1977, 1979, 1987 und 1988)
- Gesetz über die Regelung der Staatshaftung in der Deutschen Demokratischen Republik -Staatshaftungsgesetz- 1969 (nach dem 3. Oktober 1990 als Landesrecht teilweise fortgeltend)
- Zivilgesetzbuch der DDR (ZGB), 1976, das das bis dahin sozialistisch interpretierte BGB endgültig ablöste
- Vertragsgesetz, zuletzt geändert 1982
- sogenanntes Modrow-Gesetz vom 7. März 1990, ermöglichte Hausbesitzern den Grundstückskauf zu günstigen Preisen

## Vereinigungen
Vereinigung der Juristen der DDR (VdJ), gegründet 16. Juli 1949 in Berlin:
Präsident: meist der jeweilige Präsident des Obersten Gerichts; Vizepräsidenten: Friedrich Wolff (1985–1990);
Generalsekretär: Ulrich Roehl (1976–1990),
Zentralvorstand und Sekretariat;
Mitglied der Association Internationale des Juristes Démocrates in Brüssel
Gesellschaft für Völkerrecht in der DDR, Präsident Harry Wünsche (* 1929, † 2008), ab 1965 Generalsekretär, 1973 bis Mai 1990 Präsident; ab Mai 1990 gewählter Präsident Reinhard Müller (* 1954); Vizepräsidenten u. a.: Herbert Kröger (1965–89); Gerhard Reintanz
Die Gesellschaft für Seerecht der DDR (1972–1990), Präsidenten: Jörgen Haalck (1972–1976), Ralf Richter (1976–1990); Vizepräsidenten u. a.: Gerhard Reintanz.
Staatliche Auszeichnung: Medaille Verdienter Jurist der DDR, 1979 eingeführt mit 5.000 Mark Prämie „für hervorragende Verdienste bei der Festigung der sozialistischen Gesetzlichkeit und langjährige Arbeit in den Organen der Rechtspflege“ ausgezeichnet wurden u. a. Hilde Benjamin und Erich Mielke.

## Juristenausbildung und Forschung
Bis in die 1950er Jahre gab es die althergebrachte zweistufige Ausbildung als Student und Referendar zum Volljuristen mit zwei Staatsexamen, danach folgte die Umstellung zum Diplomjuristen. Es folgten über die Jahrzehnte viele verschiedene Versuche, die juristische Theorie und Praxis zu vereinen, so dass die Studienordnung häufig geändert wurde. Der Zugang zum Studium war schließlich nur noch im Rahmen einer Delegierung des Ministeriums für Justiz oder des Generalstaatsanwaltes möglich.
Hochschulausbildung zum Diplom-Juristen in vier Jahren (zzgl. ein Assistenzjahr für künftige Richter/Staatsanwälte und Notare):
Universitäten mit Juristischer Fakultät beziehungsweise Sektion: Humboldt-Universität zu Berlin (Richter und Rechtsanwälte, Notare), Friedrich-Schiller-Universität Jena (Staatsanwälte und zeitweilig Zollfahndung), Martin-Luther-Universität Halle-Wittenberg und Karl-Marx-Universität Leipzig (Wirtschaftsjuristen).
Die zweite Hochschulreform vom September 1951 gilt als weiterer wichtiger Wendepunkt in der Juristenausbildung. Die SED wollte von nun an die Hochschulausbildung ausschließlich in die eigenen Hände nehmen. So begann der Abbau der universitären Selbstverwaltungen zugunsten eines eigens eingerichteten Staatssekretariats, später Ministerium für Hoch- und Fachschulwesen. Insbesondere ab 1974 war die juristische Ausbildung nach mehreren Reformen allenfalls noch Nebenprogram. Der Anteil der politischen Ausbildung erhöhte sich auf insgesamt 43 % während der Ausbildungszeit. Seit Ende der 1960er Jahre fand eine Spezialisierung der Hochschulen statt. Richter, Anwälte und Notare wurden an der Humboldt-Universität-Berlin, Staatsanwälte in Jena und Wirtschaftsjuristen in Leipzig und Halle ausgebildet.
Justizsekretäre wurden an der Juristischen Fachschule in Weimar ausgebildet.
Die sogenannte Juristische Hochschule (JHS) oder Hochschule des Ministeriums für Staatssicherheit in Potsdam-Eiche, war die höchste Ausbildungsstätte zur Ausbildung von Stasi-Offizieren mit dem Abschluss Diplom-Jurist. Die Ausbildung stellte nur dem Namen, nicht aber dem Inhalt nach ein juristisches Studium dar.
Forschung: Deutsche Akademie für Staats- und Rechtswissenschaften „Walter Ulbricht“ (ASR) in Potsdam-Babelsberg:
Rektoren: Herbert Kröger (1955–64), Gerhard Schüßler (1972–1984), Horst Steeger (1984–1990)
Ausbildung von Diplom-Staatswissenschaftlern (Mitarbeitern im Staats- und Parteiapparat),
Institut für rechtswissenschaftliche Forschung, bis ca. 1960 Ausbildung von sogenannten Volksrichtern, Weiterbildung von Justizmitarbeitern. Bedeutenden Einfluss auf die sozialistische Staatsrechtslehre und den Staatsaufbau unter Walter Ulbricht hatte Karl Polak (1905–1963), zuletzt Mitarbeiter im ZK der SED und Mitglied des Staatsrates, 1959 erschien sein Standardwerk Zur Dialektik in der Staatslehre.

## Zitate
„Unsere Juristen müssen begreifen, dass der Staat und das von ihm geschaffene Recht dazu dienen, die Politik von Partei und Regierung durchzusetzen.“

### Zeitschriften
- Neue Justiz (1.1947–; ZDB-ID 3206-2; Google)
- Staat und Recht (1.1952–40.1991; ZDB-ID 204731-7; Google)
- Arbeit und Arbeitsrecht (18.1963–; ZDB-ID 211268-1; Google)
- Wirtschaftsrecht (1.1970–24.1993; ZDB-ID 511554-1)
- Der Neuerer (14.1965–39.1990; ZDB-ID 526577-0)
- Der Schöffe (1.1954–37.1990; ZDB-ID 203324-0)

### DDR-Gesetze
- Chronologische Sammlung einiger wichtiger DDR-Rechtsnormen aller Bereiche
  - Gesetz über die Verfassung der Gerichte der Deutschen Demokratischen Republik (Gerichtsverfassungsgesetz) vom 2. Oktober 1952 im Gesetzblatt der DDR, Teil I Nr. 141 vom 9. Oktober 1952, S. 983ff., Digitalisat.
  - Gesetz über die sozialistische Entwicklung des Schulwesens in der Deutschen Demokratischen Republik vom 2. Dezember 1959 auf der Seite von Deutsche Geschichte in Dokumenten und Bildern, abgerufen am 18. April 2024.
  - Gesetz über die Teilnahme der Jugend der Deutschen Demokratischen Republik an der Gestaltung der entwickelten sozialistischen Gesellschaft und über ihre allseitige Förderung in der Deutschen Demokratischen Republik (Jugendgesetz der DDR) vom 28. Januar 1974 im Gesetzblatt der DDR, Teil I Nr. 5 vom 31. Januar 1974, S. 45ff., Digitalisat.
  - Strafgesetzbuch der Deutschen Demokratischen Republik - StGB - vom 12. Januar 1968 im Gesetzblatt der DDR, Teil I Nr. 1 vom 22. Januar 1968, S. 1ff., Digitalisat.
  - Zivilgesetzbuch der Deutschen Demokratischen Republik vom 19. Juni 1975 im Gesetzblatt der DDR, Teil I Nr. 27 vom 4. Juli 1975, S. 465ff., Digitalisat.
  - Familiengesetzbuch der Deutschen Demokratischen Republik vom 20. Dezember 1965 im Gesetzblatt der DDR, Teil I Nr. 1 vom 3. Januar 1966, S. 1ff., Digitalisat.
  - Arbeitsgesetzbuch der Deutschen Demokratischen Republik vom 16. Juni 1977, im Gesetzblatt der DDR, Teil I Nr. 18 vom 22. Juni 1977, S. 185ff., Digitalisat.
  - Gesetz über das Vertragssystem in der sozialistischen Wirtschaft (Vertragsgesetz) vom 11. Dezember 1957. Im Gesetzblatt der DDR, Nr. 77 vom 21. Dezember 1957, S. 627ff., Digitalisat.
  - Gesetz über die Regelung der Staatshaftung in der Deutschen Demokratischen Republik -Staatshaftungsgesetz- vom 12. Mai 1969. Im Gesetzblatt der DDR, Teil I Nr. 5 vom 19. Mai 1969, S. 34ff., Digitalisat.
- Gesetz über das Urheberrecht
- Bestimmungen der DDR zu Eigentumsfragen und Enteignungen, herausgegeben vom Gesamtdeutschen Institut, Bonn 1971
- Bestimmungen der DDR zu Eigentumsfragen und Enteignungen. Ergänzungsband, herausgegeben vom Gesamtdeutschen Institut, Bonn 1984